# Saint-Prix-lès-Arnay
Pour les articles homonymes, voir Saint-Prix.
Saint-Prix-lès-Arnay est une commune française située dans le canton d'Arnay-le-Duc du département de la Côte-d'Or, en région Bourgogne-Franche-Comté.

## Géographie

### Hameaux
(liste non exhaustive) - Corbeton, Sivry, Mercey, Le petit Nanteux...

### Climat
Pour des articles plus généraux, voir Climat de la Bourgogne-Franche-Comté et Climat de la Côte-d'Or.
En 2010, le climat de la commune est de type climat océanique dégradé des plaines du Centre et du Nord, selon une étude du Centre national de la recherche scientifique s'appuyant sur une série de données couvrant la période 1971-2000. En 2020, Météo-France publie une typologie des climats de la France métropolitaine dans laquelle la commune est exposée à un climat océanique altéré et est dans la région climatique  Lorraine, plateau de Langres, Morvan, caractérisée par un hiver rude (1,5 °C), des vents modérés et des brouillards fréquents en automne et hiver. 
Pour la période 1971-2000, la température annuelle moyenne est de 9,9 °C, avec une amplitude thermique annuelle de 16,7 °C. Le cumul annuel moyen de précipitations est de 881 mm, avec 12,3 jours de précipitations en janvier et 8 jours en juillet. Pour la période 1991-2020, la température moyenne annuelle observée sur la station météorologique installée sur la commune est de 10,5 °C et le cumul annuel moyen de précipitations est de 799,9 mm,. Pour l'avenir, les paramètres climatiques de la commune estimés pour 2050 selon différents scénarios d'émission de gaz à effet de serre sont consultables sur un site dédié publié par Météo-France en novembre 2022.
| Mois                                  | jan.             | fév.           | mars           | avril         | mai           | juin          | jui.          | août           | sep.          | oct.            | nov.           | déc.           | année      |
| ------------------------------------- | ---------------- | -------------- | -------------- | ------------- | ------------- | ------------- | ------------- | -------------- | ------------- | --------------- | -------------- | -------------- | ---------- |
| Température minimale moyenne (°C)     | −0,6             | −0,5           | 1,6            | 4,1           | 7,7           | 11            | 12,6          | 12,3           | 8,9           | 6,3             | 2,6            | 0,1            | 5,5        |
| Température moyenne (°C)              | 2,5              | 3,4            | 6,6            | 9,7           | 13,4          | 17,2          | 18,9          | 18,7           | 14,9          | 11,1            | 6,1            | 3,1            | 10,5       |
| Température maximale moyenne (°C)     | 5,5              | 7,3            | 11,6           | 15,4          | 19            | 23,4          | 25,2          | 25,1           | 20,9          | 15,9            | 9,7            | 6,1            | 15,4       |
| Record de froid (°C) date du record   | −13,5 12.01.1999 | −16,7 05.02.12 | −15,4 01.03.05 | −5,9 08.04.21 | −1,8 03.05.21 | −0,4 04.06.01 | 4,9 03.07.11  | 2,4 30.08.1998 | −0,4 20.09.12 | −6,8 31.10.1997 | −12,4 30.11.10 | −18,1 20.12.09 | −18,1 2009 |
| Record de chaleur (°C) date du record | 15,9 01.01.22    | 23,4 27.02.19  | 24,5 31.03.21  | 28 20.04.18   | 31,3 25.05.09 | 37,5 27.06.19 | 39,1 24.07.19 | 38,7 12.08.03  | 33,9 08.09.23 | 29,2 09.10.23   | 21,8 07.11.15  | 15,8 17.12.15  | 39,1 2019  |
| Précipitations (mm)                   | 64,1             | 51,8           | 54,6           | 65            | 79,3          | 64,1          | 69            | 65,2           | 57,1          | 73,8            | 83,2           | 72,7           | 799,9      |

## Urbanisme

### Typologie
Au 1er janvier 2024, Saint-Prix-lès-Arnay est catégorisée commune rurale à habitat très dispersé, selon la nouvelle grille communale de densité à 7 niveaux définie par l'Insee en 2022.
Elle est située hors unité urbaine et hors attraction des villes,.

### Occupation des sols
L'occupation des sols de la commune, telle qu'elle ressort de la base de données européenne d’occupation biophysique des sols Corine Land Cover (CLC), est marquée par l'importance des territoires agricoles (94,4 % en 2018), une proportion identique à celle de 1990 (94,4 %). La répartition détaillée en 2018 est la suivante : 
prairies (71,3 %), terres arables (14,9 %), zones agricoles hétérogènes (8,2 %), forêts (5,3 %), zones urbanisées (0,3 %). L'évolution de l’occupation des sols de la commune et de ses infrastructures peut être observée sur les différentes représentations cartographiques du territoire : la carte de Cassini (XVIIIe siècle), la carte d'état-major (1820-1866) et les cartes ou photos aériennes de l'IGN pour la période actuelle (1950 à aujourd'hui).

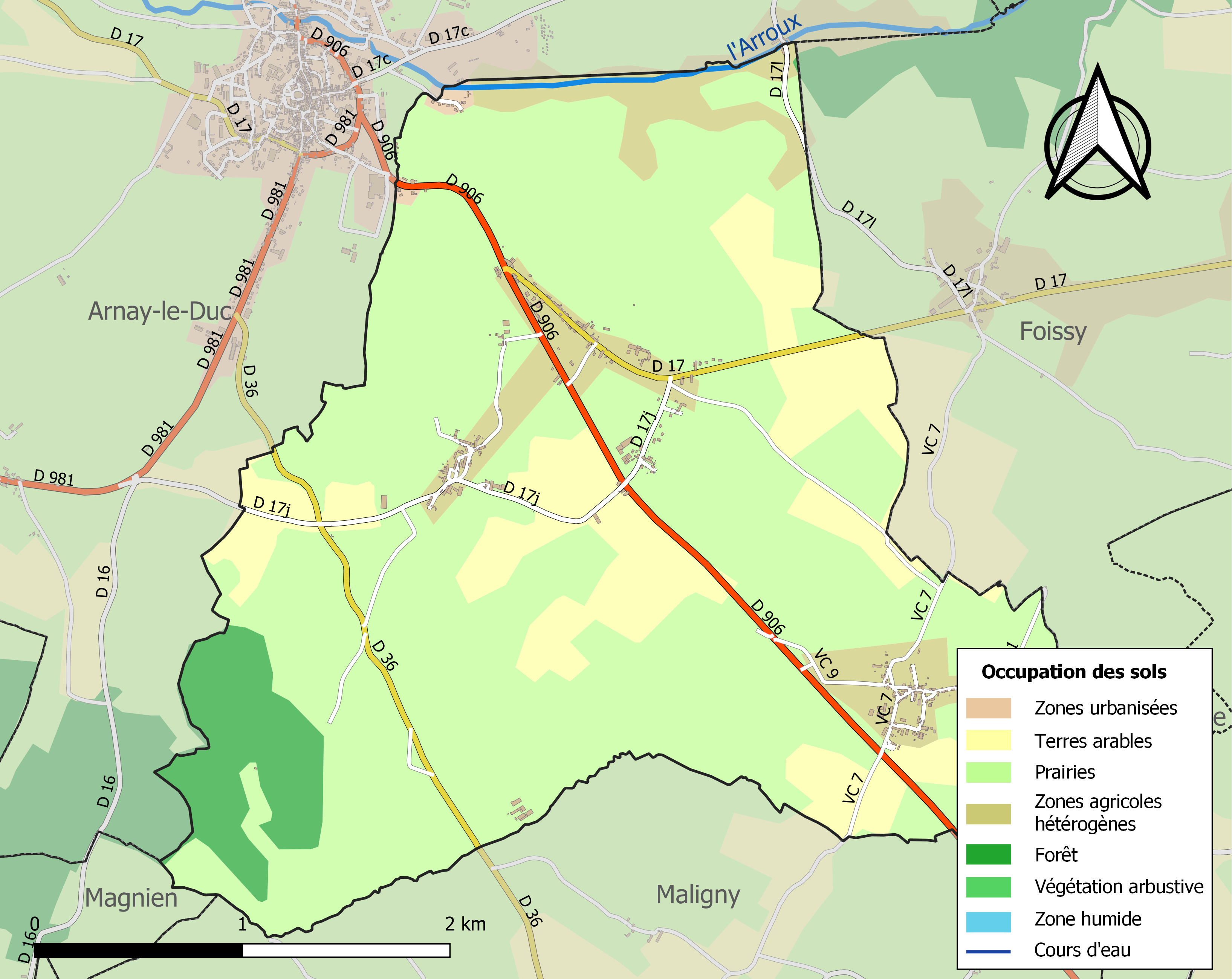
Carte des infrastructures et de l'occupation des sols de la commune en 2018 (CLC).

## Histoire
En 1219, Mathieu, clerc d'Arnay, fait donation à l'Abbaye de Saint-Martin d'Autun, de terres à Corbeton et à Saint-Prix-sous-Arnay.
Ego Hugo Belin archidiaconus notum facio quod Matheus clericus de Arneto dedit et concessit Deo et ecclesie S. Martini Eduensi scilicet quator sextaria avene et unum sextarium vini in villa de Corbeton. Filii Denaurin debent tria sextaria avene et unum sextarium vini, Petrus et Renaudus frater ejus unum sextarium avene. Dedit sequidem terram que est in paochia S. Prejecti juxta fraxinum que est juxta viam publicam que ducit Eduam. Istam donationem laudaverunt mater dicti Mathei, de cujus capite erat et Arnulphus Trutinus dicti Mathei uterinus, tunc temporis Antignei prepositus, cum omnibus filiis suis. Laudavit etiam hoc Aalis dicti Mathei soror et Erardus maritus suus et Felicitas sepedicti Mathei marteria cum marito suo. Anno MCCXIX.

## Politique et administration
| Période                                  | Période         | Identité         | Étiquette      | Qualité |
| ---------------------------------------- | --------------- | ---------------- | -------------- | ------- |
| mars 2001                                | Mai 2020        | Alain Belorgey   | Divers droite  |         |
| Mai 2020                                 | Mandat en cours | Pascal Lhernault | Sans etiquette |         |
| Les données manquantes sont à compléter. |                 |                  |                |         |

## Démographie
L'évolution du nombre d'habitants est connue à travers les recensements de la population effectués dans la commune depuis 1793. Pour les communes de moins de 10 000 habitants, une enquête de recensement portant sur toute la population est réalisée tous les cinq ans, les populations de référence des années intermédiaires étant quant à elles estimées par interpolation ou extrapolation. Pour la commune, le premier recensement exhaustif entrant dans le cadre du nouveau dispositif a été réalisé en 2005.

En 2022, la commune comptait 203 habitants, en évolution de −12,12 % par rapport à 2016 (Côte-d'Or : +0,82 %, France hors Mayotte : +2,11 %).
| 1793 | 1800 | 1806 | 1821 | 1836 | 1841 | 1846 | 1851 | 1856 |
| ---- | ---- | ---- | ---- | ---- | ---- | ---- | ---- | ---- |
| 367  | 460  | 414  | 365  | 457  | 470  | 468  | 467  | 482  |

| 1861 | 1866 | 1872 | 1876 | 1881 | 1886 | 1891 | 1896 | 1901 |
| ---- | ---- | ---- | ---- | ---- | ---- | ---- | ---- | ---- |
| 455  | 435  | 461  | 467  | 427  | 432  | 485  | 417  | 378  |

| 1906 | 1911 | 1921 | 1926 | 1931 | 1936 | 1946 | 1954 | 1962 |
| ---- | ---- | ---- | ---- | ---- | ---- | ---- | ---- | ---- |
| 392  | 372  | 306  | 297  | 285  | 279  | 289  | 280  | 292  |

| 1968 | 1975 | 1982 | 1990 | 1999 | 2005 | 2006 | 2010 | 2015 |
| ---- | ---- | ---- | ---- | ---- | ---- | ---- | ---- | ---- |
| 262  | 260  | 260  | 236  | 242  | 253  | 247  | 247  | 234  |

| 2020 | 2022 | - | - | - | - | - | - | - |
| ---- | ---- | - | - | - | - | - | - | - |
| 209  | 203  | - | - | - | - | - | - | - |

## Culture locale et patrimoine

### Lieux et monuments
- Église initiée au XIIIe siècle
- Château de Mercey du XVIIIe siècle avec une tour carrée et une tour ronde.
- Château de Sivry
- Fontaine bâtie.
- Lavoir

### Héraldique
| Blason de Saint-Prix-lès-Arnay | Blason  | Parti : au 1er de sinople à une cordelette d'or, au 2e d'argent à un livre fermé de gueules, les pages du champ, les fermoirs et les nerfs d'or, au chef bandé d'or et d'azur et à la bordure de gueules. |
| Blason de Saint-Prix-lès-Arnay | Détails | Le statut officiel du blason reste à déterminer. |